# Szimonidesz Lajos
Szimonidesz Lajos (Pusztaföldvár, 1884. november 4. – Budapest, 1965. július 18.) evangélikus lelkész, tábori püspök, művelődéstörténész, a történettudományok kandidátusa.

## Származása
Apai ágon egyik őse az a Szimonidesz János, aki luteránus prédikátorként majdnem gályarabságra jutott. Apja,  Szimonidesz Lajos, eredetileg szűrszabó volt, aki később odahagyva mesterségét, és földet bérelt. Édesanyja a makói Francz Johanna, kinek német és francia gyökerei voltak.

## Élete
A Békés vármegyei Pusztaföldváron született 1884-ben. A 4 elemit a faluban végezte, a gimnáziumot Aradon, Lugoson és Késmárkon. 1902-ben felvették Pozsonyi Evangélikus Teológiai Akadémiára. Már akadémistaként is kiváló tudományos értekezéseket írt, így 1906-1907-ben ösztöndíjas lett a göttingeni egyetemen.
Rövid ideig rákospalotai segédlelkész volt. 1909 tavaszán választották meg a nagybörzsönyi evangélikus gyülekezet lelkészévé. Itt 13 éven át szolgált. Azt vallotta, hogy "a falusi lelkészkedés álmos idilljével bőven összefér az aktív értelmiségi munka". Innen szerkesztette az Evangélikus Lapot, majd a Theológiai szaklap és könyvújságot, a Megértő Theológiát. Rendszeresen publikált hazai és külföldi lapokban, leginkább az Újszövetség történeti kérdései foglalkoztatták. Az első világháború alatt gyülekezete számára saját énekeskönyvet adott ki, hogy a katonák a fronton is pontosan tudják, szeretteik otthon mit énekelnek aznap a templomban. Megnősült, két gyermeke született.
1919-ben, a Tanácsköztársaság alatt a községi tanács és a direktórium elnöke lett. Emiatt  eljárást indítottak ellene kommunizmus vádjával. 4 hetet töltött vizsgálati fogságban a Budapestvidéki Ügyészségen, a Gyűjtőfogházban és a váci fegyházban. A vádakat ejtették, de az evangélikus egyház egy 3 évig tartó fegyelmi eljárás végén 3 vádpontban bűnösnek találta (kommunizmus, hivatali hatalommal való visszaélés, egyházi hatósággal szembeni lázadás). Állásától megfosztották és „minden egyházi és iskolai hivatal viselésére képtelen”-nek nyilvánították.
Budapestre költözött. Délelőtt bankban dolgozott, délután levéltárakban, könyvtárakban kutatott. A 20-as évek végétől mint baloldali újságíró kereste kenyerét (Népszava, Toll, Századunk, Szabad Szó, Magyar Könyvszemle, Gondolat). Kapcsolatot tartott a szociáldemokratákkal, baloldali értelmiségi csoportokkal. 1928 táján befogadták Jászi Oszkár itthon maradt szabadkőműves körébe. Illyés Gyulával és József Attilával röpiratot írt a halálbüntetés ellen, ezért mint elsőrendű vádlottat pénzbüntetésre ítélték. Haladó szellemű vallástörténeti tanulmányai különböző hazai és külföldi folyóiratokban jelentek meg. A Svéd Vöröskereszt alkalmazottja és a „Szabadság, Emberség, Magyarság” nevű antifasiszta mozgalom  tagja volt, valamint a lengyel–magyar kapcsolatok ápolását célul tűző Magyar Mickiewicz Társaságnak is. Sok magyar zsidó életét mentette meg.
1945 után először a Népgondozó Hivatalban (melynek fő feladata a magyarországi németek kitelepítése volt), majd a Nemzeti Múzeumban dolgozott. Az 1848–49-es forradalom és szabadságharc 100 éves évfordulójára jelentős számú publikálatlan dokumentumot kutatott fel. 1948-ban, ezredesi, majd vezérőrnagyi rangban őt nevezték ki az első protestáns tábori püspöknek. 1952-ben megkapta a történettudományok kandidátusa címet. 1955-ben vonult nyugdíjba a Hadtörténeti Intézet munkatársaként. Nagy könyvgyűjtő volt. 25 000 kötetes könyvtárát az Országos Széchényi Könyvtárnak adta el. Sok ezer oldal jegyzet és kiadatlan kézirat maradt utána. Hagyatéka az Egyetemi Könyvtárba került.
Halála előtt így foglalta össze életét: „Én nem voltam soha semmi, de azért azt hiszem, hogy ennek az evangélikus egyháznak, amely most talán az utolsó napjait éli, mégis egy minden igazság után sóvárgó tagja voltam”.

## Művei
- Élt-e Jézus?, Budapest, 1916
- A világ vége. A János látomásairól szóló könyv; ford. Szimonidesz Lajos; Scholtz, Budapest, 1917
- A mi hitünk, Budapest, 1917
- Milyen könyvekből készüljünk a reformáció 400 éves jubileumára?; Scholtz, Budapest, 1917
- Theológiai szaklap és könyvújság, Scholtz Testvérek, Budapest, 1918
- Jézus élete, Budapest, 1922
- Rózsák, Budapest, 1925
- Pálmaágak, legendák, Budapest, 1926
- Szabad egyház, Fővárosi Nyomda, Budapest, 1927
- Bánkódás (zenemű szövege), Budapest, 1927
- A világ vallásai, I–II. kötet, Dante, Pallas Nyomda, Budapest, 1928
- Zsidóság és kereszténység; Dante, Budapest, 1931
- Primitív és kultúrvallások, iszlám és buddhizmus (2. kiadás), Dante, Budapest, 1931
- Luther nagy reformátori élménye. Egy fejezet Szimonidesz Lajos Luther életével foglalkozó tanulmányaiból; Kosmos Ny., Galánta, 1932
- Jézus és Mária ereklyéi, Buschmann Nyomda, Budapest, 1933
- Napjaink vallási forradalmai, Budapest, 1936
- Die Gleichnisse vom Säemann und von der selbstwachsenden Saat Lajos Szimonidesz, Zalt-Bommel, Van der Garde, 1936
- Jesu Verteidigung gegen die Pharisädische Anklage und der Spruch vom Rückfall Lajos Szimonidesz, Zalt-Bommel, Van der Garde, 1936
- Fekete Péter élete és halála (önéletrajzi regény), Budapest, 1936
- Évezredek csodái (Ferenczy L. Tamás néven), Budapest, 1936
- Jézus Krisztus a Harmadik Birodalomban, Rekord, Budapest, 1937
- Eine Rekonstruktion des Senfkorngleichnisses Szimonidesz Lajos, Haarlem, Willink, 1937
- Kermann Dániel ev. püsök főbenjáró pere iratai a Magyar Országos Levéltárban. Négy hasonmással; Tranoscius Társaság, Rózsahegy, 1940
- A Mercurius Veridicus ex Hungaria három száma 1710-ből, a Magyarhoni Ev. Egyetemes Egyház "Báró Podmaniczky Géza és Hitvese, szül. Gr. Dégenfeld-Schemberg Berta könyvtárá"-ban, Egyetemi Nyomda, Budapest, 1940
- II. Rákóczi Ferenc hadi újságja, Egyetemi Nyomda, Budapest, 1940
- A Rákóczi-kor újságirodalma 1700–1711, Eötvös Loránd Tudomány Egyetem, Budapest, 1954
- A világ vallásai. Primitív és kultúrvallások, iszlám és buddhizmus, zsidóság és kereszténység (a Dante kiadás utánnyomása), Tudománytár, Könyvért, Budapest, 1988, ISBN 9637357017
- A világ vallásai. Primitív és kultúrvallások, iszlám és buddhizmus, zsidóság és kereszténység (a Dante kiadás utánnyomása), Háttér, Budapest, 1994, ISSN 02314851
- Berzsenyi igazi arca

## Kritikák műveiről
- Zoványi Jenő:  Jézus és Mária ereklyéi: Szimonidesz Lajos könyve.  Nyugat,  6. sz. (1934)   345. o.
- Illyés Gyula:  A világ vallásai: Szimonidesz Lajos könyve. – I. kötet: Primitív és kultúrvallások. Iszlám és buddhizmus. II. kötet: Zsidóság és kereszténység. 306+318 nagy 8 r. lap. Budapest (Dante-kiadás) 1927.  Nyugat,  23. sz. (1927)   345. o.